# هال رايلي
هال رايلي (بالإنجليزية: Hal Reilly)‏ هو لاعب كرة قاعدة أمريكي، ولد في 1 أبريل 1894 في أوشكوش في الولايات المتحدة، وتوفي في 24 ديسمبر 1957 في شيكاغو في الولايات المتحدة.